# Marcin Zdunik
Marcin Zdunik (* 5. Dezember 1987) ist ein polnischer Cellist.

## Leben
Marcin Zdunik hat 2006 die Zenon-Brzewski-Musikschule in Warschau, in der er von  Professor A. Orkisz unterrichtet wurde, abgeschlossen. Zurzeit studiert er an der  Fryderyk Chopin Universität für Musik bei Professor A. Bauer. Er bereitet seine eigenen Interpretationen von Musikstücken für Cello und Kammerorchester vor [u. a.: Maurice Ravel – Sonate G-Dur für Violoncello und Klavier (Transkription für Cello von dem Original für Geige)]. Marcin Zdunik absolvierte auch die Meisterkurse der Universität Mozarteum Salzburg als einer der besten Studierenden. Er ist ehemaliger (2000–2006) Stipendiat des Polnischen Kinderfonds (einer polnischen Stiftung für hochbegabte Kinder), weiterhin erhält er Stipendien des polnischen Kulturministers und des Vereins „Pro Arte“.

## Preise und Auszeichnungen
Er ist mehrfacher Preisträger polnischer und internationaler Wettbewerbe. Unter anderem gewann er:
- 1. Preis in Breslau
- den 1. Preis und drei Sonderpreise im Kazimierz-Wilkomirski-Cello-Wettbewerb in Posen
- 1. Preis in Liezen (2004)
- 3. Preis im Markneukirchen (2005)
- den Grand Prix und den 1. Preis im 6. Internationalen Witold-Lutosławski-Cello-Wettbewerb. Bei diesem Wettbewerb wurde er zusätzlich mit zwei Sonderpreisen für das beste Vorspiel der Sacher-Variation und Gigue für Violoncello solo von P. Szymański und sieben weiteren Preisen ausgezeichnet[1]

Außerdem ist er Gewinner der Talentwoche 2004 des Paderewski-Zentrums in Tarnau.